# Prostitución en Guatemala
La prostitución en Guatemala es legal pero el proxenetismo está prohibido.  Existe un delito de “proxenetismo agravado” cuando se trata de un menor de edad.  No está prohibido tener un burdel. 
La prostitución está muy extendida en Guatemala; ONUSIDA estima que hay 26.000 prostitutas en el país.  Solo la Ciudad de Guatemala tiene 9 barrios rojos,  incluidos La Línea, El Trébol y Parque Concordia.  Las estadísticas de las clínicas de salud sexual Vigilancia Centinela de las Infecciones de Transmisión Sexual (VICITS) de 2007 a 2011 mostraron que 10,8 de las trabajadoras sexuales trabajaban en las calles, el resto trabajaba en lugares cerrados en clubes de striptease, burdeles en casas residenciales, bares, etc. 
El turismo sexual infantil es un problema en el país, especialmente en zonas como Antigua y Ciudad de Guatemala. 
La trata de personas también es un problema importante y creciente en el país, en particular la explotación de niños en la prostitución. Muchas mujeres y niños son traídos al país desde El Salvador, Nicaragua y Honduras por redes organizadas que los obligan a prostituirse. 

## Período colonial
En la Guatemala colonial y en el siglo XX, se pensaba que la prostitución era necesaria para proteger las virtudes de las "damas" de Guatemala. Los burdeles y la prostitución callejera eran tolerados y comunes.  La ley guatemalteca sostenía que las prostitutas no podían ser violadas y que la violencia era un riesgo laboral. 
Cualquier mujer, prostituta o no, condenada por "mala conducta" podría ser encarcelada en un burdel hasta por 3 años.  Hasta que se prohibió en 1906, las mujeres individuales y sus sentencias podían ser presentadas y vendidas entre señoras de burdeles. 

## La Línea
En la ciudad de Guatemala hay un barrio rojo junto a la vía del ferrocarril "La Línea".  Unas 250  prostitutas trabajan allí en chozas.  Las mujeres alquilan las chozas directamente a los propietarios y trabajan para ellas mismas, no como proxenetas. Tienen que pagar dinero por protección a las pandillas locales.   Generalmente la policía local ignora la zona. {
Las 'Hermanas Oblatas del Santísimo Redentor' brindan servicios de extensión a las mujeres y dirigen un centro de acogida .  MuJER también brinda servicios de extensión a las mujeres de La Línea y otros distritos rojos de la Ciudad de Guatemala. 

## La Línea All-Stars
En 2004,  algunas de las prostitutas formaron un equipo de fútbol sala para llamar la atención sobre las indignidades y los peligros de sus vidas.  Se unieron a una liga local y su primer partido fue contra una escuela privada de niñas de alto nivel. Durante el juego, los padres descubrieron cómo estaba el equipo que jugaba con sus hijas y detuvieron el juego. A raíz de esto, el equipo fue expulsado de la liga.  
A raíz de la publicidad que rodeó el incidente, una empresa de viajes local las patrocinó para ir a una gira por Guatemala, jugando contra otros equipos  incluyendo otros equipos de prostitutas, como los "Tigres del Deseo", un equipo de una prostíbulo en Flores.  La gira atrajo publicidad adversa por parte de los conservadores morales y se retiró el patrocinio. 
El director Chema Rodríguez realizó un documental, Estrellas de La Línea, sobre los All Stars en 2006. 

## VIH
Se estima que menos del 1 por ciento de la población adulta es VIH positiva, por lo que se considera que Guatemala tiene una epidemia concentrada.  En 2008, la prevalencia nacional del VIH entre los trabajadores sexuales es del 4 por ciento, y entre las trabajadoras sexuales de la calle la prevalencia llega al 12 por ciento.  Tras campañas de concientización nacionales y locales, educación sobre salud sexual y distribución de condones, la tasa de prevalencia del VIH entre trabajadores sexuales cayó al 1,6% en 2016. 

## Prostitución infantil
Los turistas internacionales viajan a Guatemala para realizar turismo sexual infantil, especialmente en zonas como Antigua y Ciudad de Guatemala. 
Los niños de familias pobres son víctimas de trata con fines de prostitución a través de anuncios de empleos lucrativos en el extranjero o mediante reclutamiento personal. Los niños de la calle son especialmente vulnerables a la explotación sexual.  
La ONG End Child Prostitution, Child Pornography, and Trafficking of Children for Sexual Purposes (ECPAT) denunció que niños de entre 8 y 14 años eran vendidos por entre 750 y 1.500 quetzales (entre 97 y 194 dólares) para trabajar en diversas actividades económicas, pero principalmente para la explotación sexual. Según ECPAT, los incidentes de trata de personas y venta de niños para explotación sexual probablemente hayan aumentado debido a tasas de desempleo más altas y un número cada vez mayor de personas que viven en la pobreza extrema. 
La policía, el ejército y los funcionarios electos han sido investigados por pagar a niños por actos sexuales, facilitar el tráfico sexual de niños o proteger los lugares donde se produce el tráfico. 

## Tráfico sexual
Guatemala es un país de origen, tránsito y destino de mujeres y niños sometidos a trata sexual. Las mujeres, niñas y niños guatemaltecos son explotados en el tráfico sexual dentro del país y en México, Estados Unidos, Belice y otros países extranjeros. Persiste la explotación sexual comercial de niños guatemaltecos por parte de turistas extranjeros de Canadá, Estados Unidos y Europa occidental, y por residentes guatemaltecos. Mujeres y niños de otros países latinoamericanos y de Estados Unidos son explotados en el tráfico sexual en Guatemala. Los estudios gubernamentales de casos pasados sugieren que las mujeres reclutaban a las víctimas mientras los hombres dirigían las organizaciones criminales. Las organizaciones criminales, incluidas las pandillas, explotan a las niñas en el tráfico sexual. Algunos migrantes latinoamericanos que transitan por Guatemala con destino a México y Estados Unidos son sometidos a trata sexual en México, Estados Unidos o Guatemala. 
La Oficina de Vigilancia y Lucha contra la Trata de Personas del Departamento de Estado de los Estados Unidos clasifica a Guatemala como país del Nivel 2 de la Lista de Vigilancia . 